# Lajos Martin
Lajos Martin   (Buda, 30 d'agost de 1827 - Cluj-Napoca, 4 de març de 1897) va ser un matemàtic i enginyer hongarès conegut pels seus treballs en aerodinàmica.

## Vida i Obra
Era el setè fill d'un viticultor. Després dels seus estudis secundaris a l'Ecola Catòlica Romana de Buda, va començar els seus estudis a la Universitat de Pest. La revolució de 1848 va interrompre els seus estudis i degut a la seva activa participació va ser empresonat un temps i obligat a enrolar-se en l'exèrcit austrohongarès. Finalment, va acabar els seus estudis graduant-se el 1854 a l'Acadèmia d'Enginyeria Militar de Viena.
Va ser professor de l'Acadèmia Militar de Viena fins al 1859 en què va deixar l'exèrcit i va retornar a Buda on va treballar com enginyer civil privat fins al 1861. De 1863 a 1868 va ser professor de secundària a Selmecbánya i Bratislava i va escriure alguns llibres de text de matemàtiques d'aquest nivell.
El 1872 va ser nomenat professor de matemàtiques a la universitat de Kolozsvár (actualment Cluj-Napoca). Va arribar a ser rector d'aquesta universitat el 1895-1896 i en el discurs inaugural del seu mandat va parlar sobre la importància de l'aviació en el futur del transport, del comerç i de la guerra.
Va començar les seves recerques en balística quan estava a l'exèrcit i va continuar els seus treballs teòrics i experimentals en aquest camp tota la seva vida. També es va interessar per l'hidràulica i en la cerca de l'hèlix més eficient. En els seus darrers anys va treballar en aerodinàmica i va tenir una idea molt clara sobre el que podia arribar a ser l'aviació en el futur.

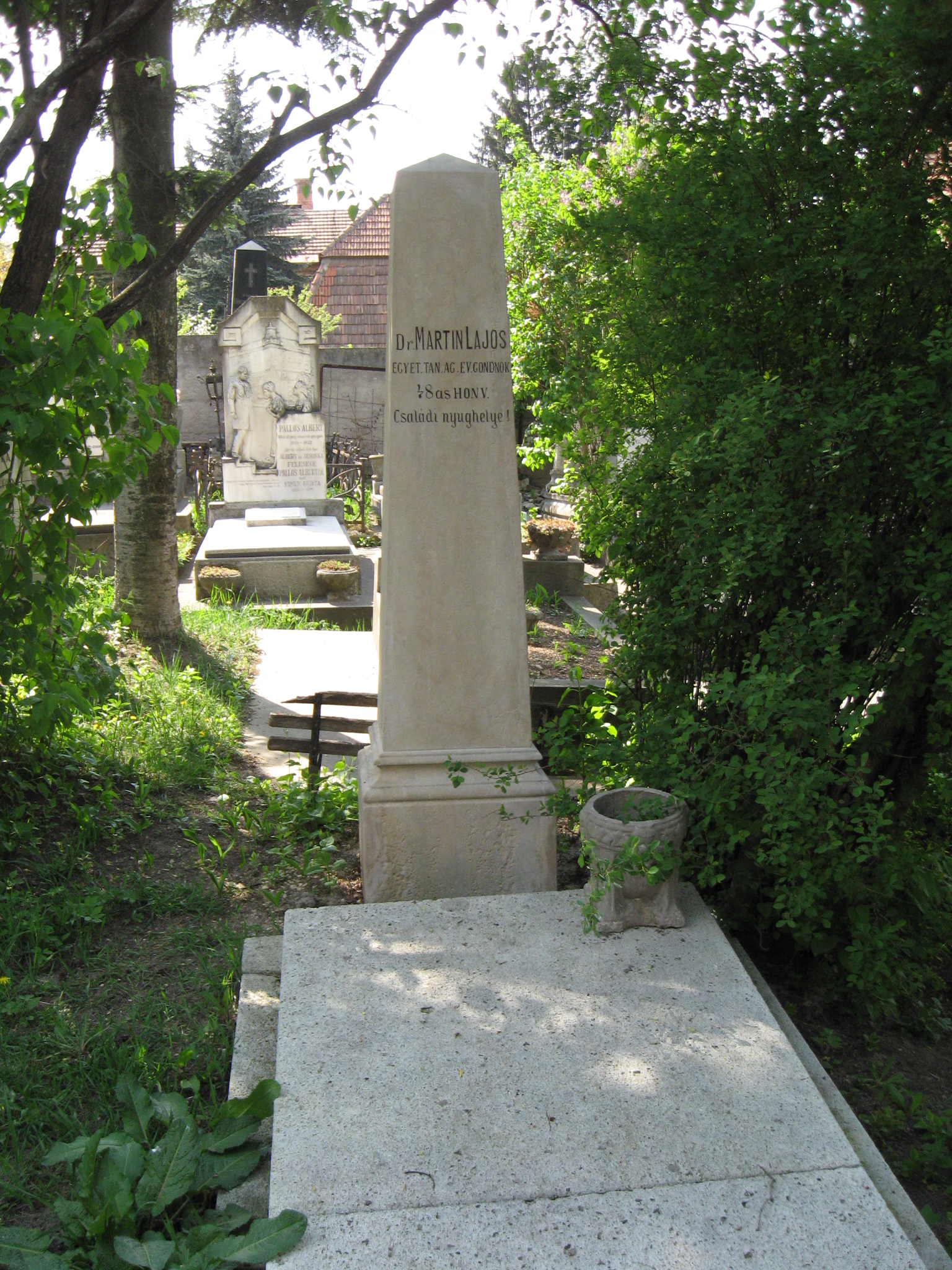
La seva tomba al cementiri de Hazsongard (Cluj-Napoca)